# Dorota Berbelska
Dorota Katarzyna Berbelska (ur. 6 kwietnia 1962 w Toruniu) – polska muzeolog, kustosz i kuratorka wystaw. Współtwórczyni Muzeum Pałacu Herbsta i jego kierownik w latach 1990–2023.

## Życiorys
Urodziła się i wychowała w Toruniu. W 1986 roku ukończyła studia muzealnicze na Wydziale Sztuk Pięknych Uniwersytetu Mikołaja Kopernika w Toruniu. promotorem jej pracy dyplomowej był dr hab. prof. UMK Michał Woźniak.
Bezpośrednio po studiach związała całe swoje życie zawodowe z Muzeum Pałacu Herbsta w Łodzi, oddziałem Muzeum Sztuki. Otrzymała propozycję pracy przy tworzeniu tej instytucji w ramach prowadzonych wówczas prac rewitalizacyjnych Willi Edwarda Herbsta. W ramach przygotowań do otwarcia muzeum uczestniczyła w opracowywaniu koncepcji wystawy stałej oraz organizacji przestrzeni ekspozycyjnej.
Po kilkuletnim okresie przygotowań, w 1990 roku Willa Edwarda Herbsta została otwarta dla zwiedzających, a Dorota Berbelska została powołana na stanowisko kierowniczki Muzeum Pałacu Herbsta. Funkcję tę pełniła przez wiele lat, konsekwentnie współtworząc i rozwijając działalność placówki.
Pod kierownictwem Doroty Berbelskiej Muzeum Pałac Herbsta zostało uhonorowane prestiżową nagrodą Europa Nostra oraz Nagrodą Sybilla. W 2015 roku, decyzją Prezydenta RP Bronisława Komorowskiego, placówce nadano status Pomnika Historii. Z jej inicjatywy powstała także Galeria Sztuki Dawnej, mieszcząca się w zaadaptowanym budynku dawnej powozowni. Funkcję kierowniczki Muzeum Pałacu Herbsta pełniła nieprzerwanie do przejścia na emeryturę w 2023 roku.
W latach 2004–2007 pełniła funkcję sekretarza Towarzystwa Przyjaciół Pałacu Herbsta, następnie do rozwiązania stowarzyszenia zasiadała w jego zarządzie.
Jest autorką i współautorką wielu wystaw oraz publikacji.

## Wybrane publikacje
- Dorota Berbelska, Rezydencja „Księży Młyn” (dawny pałac Herbstów), Muzeum Sztuki w Łodzi, 2004, ISBN 83-87937-36-3. Brak numerów stron w książce
- Dorota Berbelska, Andżelika Bauer, Joanna Kruczkowska, Kuchnie zmysłów: 18.09-31.12.2007, Muzeum Sztuki w Łodzi, 2007, ISBN 978-83-87937-51-5. Brak numerów stron w książce
- Dorota Berbelska, Arcydzieła malarstwa polskiego XVIII-XX w ze Zbiorów Muzeum Pałac Herbsta, Muzeum Zamkowe w Pszczynie, 2016, ISBN 83-60645-25-6. Brak numerów stron w książce
- Dorota Berbelska, Magdalena Michalska-Szałacka, Herbstowie. Historia fabrykantów, Muzeum Sztuki w Łodzi i Muzeum Sopotu, 2019, ISBN 978-83-63820-95-4. Brak numerów stron w książce

## Odznaczenia i nagrody
- Odznaka „Za Zasługi dla Miasta Łodzi” (2002)[6]
- List gratulacyjny marszałka województwa łódzkiego w kategorii „Całokształt Działalności” (2012)[7]
- Brązowy Medal „Zasłużony Kulturze Gloria Artis” (2024)[8][9]